# 奥迪亚尔普
奥迪亚尔普（法語：Ordiarp，法語發音：[ɔʁdjaʁp]）是法国大西洋比利牛斯省的一个市镇，位于该省南部偏西，属于奥洛龙-圣玛丽区和巴斯克地区城市公共社区。

## 地名
该地名“Ordiarp”发音为[ɔʁdjaʁp]，字母“p”发音，《世界地名翻译大辞典》与《世界地名译名词典》将其误译作“奥迪亚尔”。

## 地理
奥迪亚尔普（43°11'9"N, 0°56'38"W）面积29.71 平方千米，位于法国新阿基坦大区大西洋比利牛斯省，该省份为法国东南部省份，涵盖了贝阿恩与北巴斯克，西临大西洋比斯開灣，北至朗德省，东北接热尔省，东临上比利牛斯省，南与西班牙接壤。
与奥迪亚尔普接壤的市镇（或旧市镇、城区）包括：艾尼亚尔普、欧叙吕克、加兰丹、戈坦-利巴朗克斯、伊多芒迪、洛伊灿-奥耶尔克、米斯屈尔迪、帕戈勒。
奥迪亚尔普的时区为UTC+01:00、UTC+02:00（夏令时）。

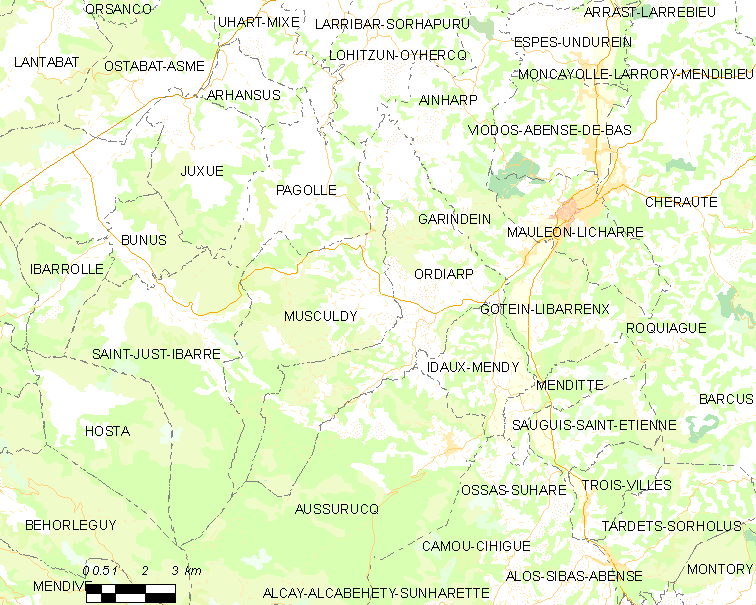
奥迪亚尔普的OSM定位图

## 行政
奥迪亚尔普的邮政编码为64130，INSEE市镇编码为64424。

## 政治
奥迪亚尔普所属的省级选区为巴斯克山地县。

## 人口

1962-2008年间奥迪亚尔普人口变化图示

奥迪亚尔普于2022年1月1日时的人口数量为552人。